# واکرسبرگ
واکرسبرگ (به آلمانی: Wackersberg) یک شهر در آلمان است که در بایرن واقع شده‌است.

## خصوصیات
واکرسبرگ ۶۴٫۸۳ کیلومترمربع مساحت دارد ۷۳۵ متر بالاتر از سطح دریا واقع شده‌است.